# 現代画報
『現代画報』（げんだいがほう）は、現代画報社が発行していた月刊誌。発売は星雲社。1997年に創刊。
2011年7月1日号をもって休刊。その後リニューアルした月刊誌『センチュリー』が創刊されている。

## 概要
- 毎月1日発売で、定価は1575円。発行部数は35000（公称）。
- 図書館での閲覧および、全国の書店で取り寄せることができた。
- 地域に根差して活躍する経営者の歩みや活躍を紹介することを目的としており、毎回、現役の俳優やタレントがゲストインタビュアーとして取材に同行し、経営者と対談。その対談記事がメイン内容となっていた。その他、時事ニュースも掲載。企業PRや記念誌として活用する企業も多い。
- インタビュー記事も、対談制作費として掲載料金が必要とされた。